# تاريخ سور الصين العظيم

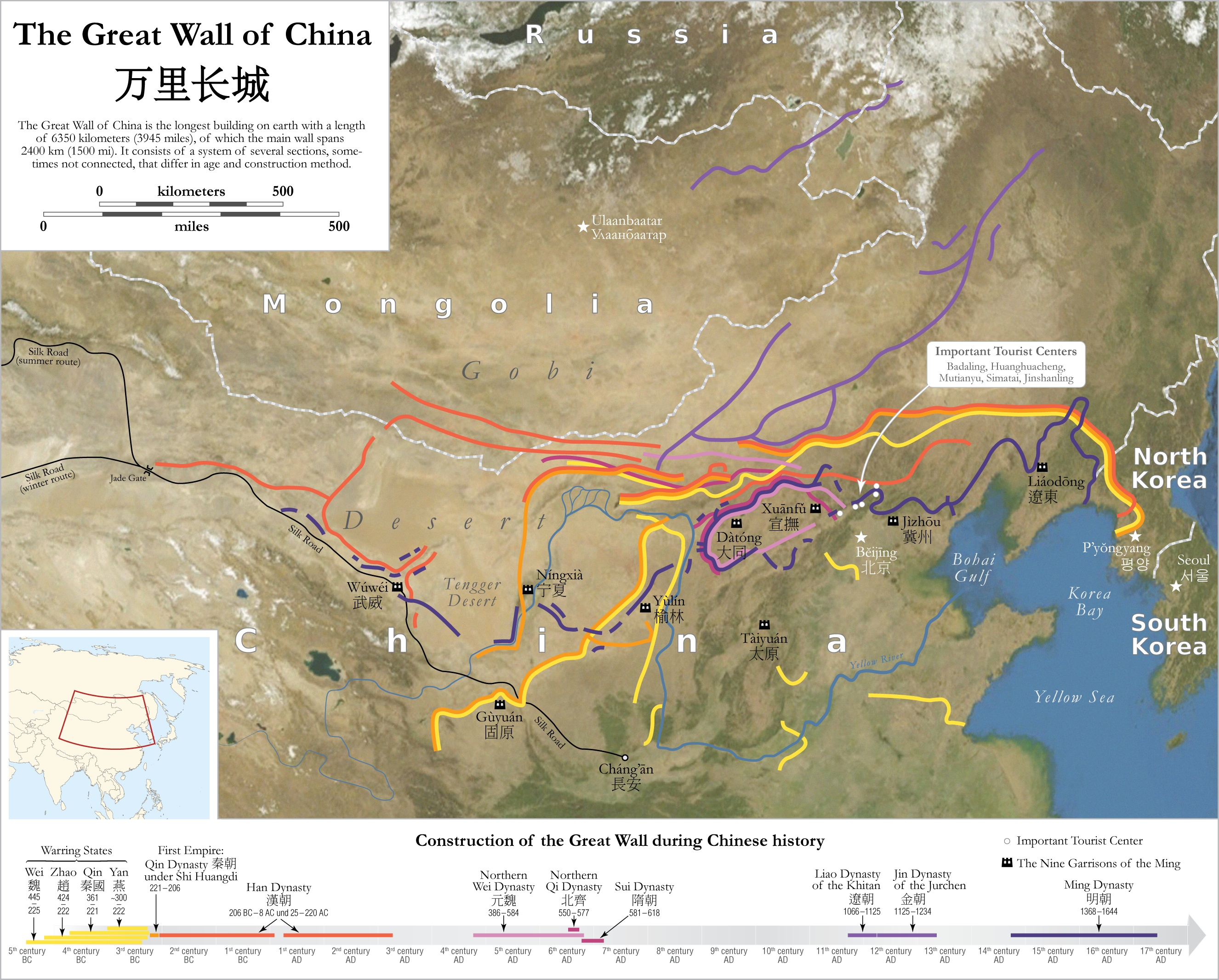
مسار الجدار عبر التاريخ

بدأ تاريخ سور الصين العظيم عندما ربطت التحصينات التي بنتها ولايات مختلفة خلال الربيع والخريف (771-476 ق.م)  وفترات الولايات المتحاربة (475-221 ق.م) قد رُبطت بواسة الإمبراطور الأول للصين، تشين شي هوانغ ، لحماية سلالة تشين التي تأسست حديثا (221-206 ق. م) ضد عمليات التوغل التي يقوم بها البدو الرحل من آسيا الداخلية. بنيت الجدران من أرض صخرية، شُيِّدت باستخدام السخرة، وبحلول 212 قبل الميلاد كان يمر من قانسو إلى ساحل جنوب مانشوريا.
في وقت لاحق اعتمدت سياسات مختلفة تجاه الدفاع الحدود الشمالية. كان الهان (202 bc - 220 ad) ، و كي الشمالي (550-54) ، و سو(589-618) ، وخاصة مينج (1369–1644) من بين أولئك الذين أعادوا بناؤه، وأعادوا تنظيمه، ووسعوا الجدران على الرغم من أنهم نادرا ما اتبعوا طرق تشين. امد الهان التحصينات إلى أقصى الغرب، وبنى كي حوالي 1600 كيلومتر (990 ميل) من الجدران الجديدة، في حين حشد سوي أكثر من مليون رجل لبناء الجدار. على النقيض من ذلك، فإن التانغ (618-907) ، سونج (960–1279) ، اليوان (1271-1368) ، و تشينغ (1644–1911) لم يقوموا في الغالب ببناء حواجز على الحدود، وبدلاً من ذلك اختاروا حلولاً أخرى للتهديدات الداخلية مثل الحملات العسكرية والدبلوماسية.
على الرغم من كونه رادعاً مفيداً ضد الغارات، إلا أن السور العظيم فشل في عدة نقاط طوال تاريخه في وقف الأعداء، بما في ذلك في عام 1644 عندما سار المانشو تشينغ عبر بوابات ممر شانهاي واستبدل أكثر المتحمسين للسلالات الحاكمة في بناء الجدار، مينغ، كحاكم للصين.
يرجع تاريخ سور الصين العظيم المرئي اليوم إلى حد كبير إلي سلالة مينغ ، حيث أعادوا بناء الكثير من الجدار بالحجر والطوب، وغالبًا ما يمتد خطه من خلال التضاريس الصعبة.  تظل بعض الأقسام في حالة جيدة نسبيًا أو تم تجديدها، في حين أن البعض الآخر قد تضررت أو دمرت لأسباب إيديولوجية،  تم تفكيكها لمواد البناء،  أو فقدتها بسبب عوامل التلف الزمنية. لفترة طويلة شكل السحر للأجانب، الجدار الآن رمز وطني محترم ومقصد سياحي شهير.

## الاعتبارات الجغرافية

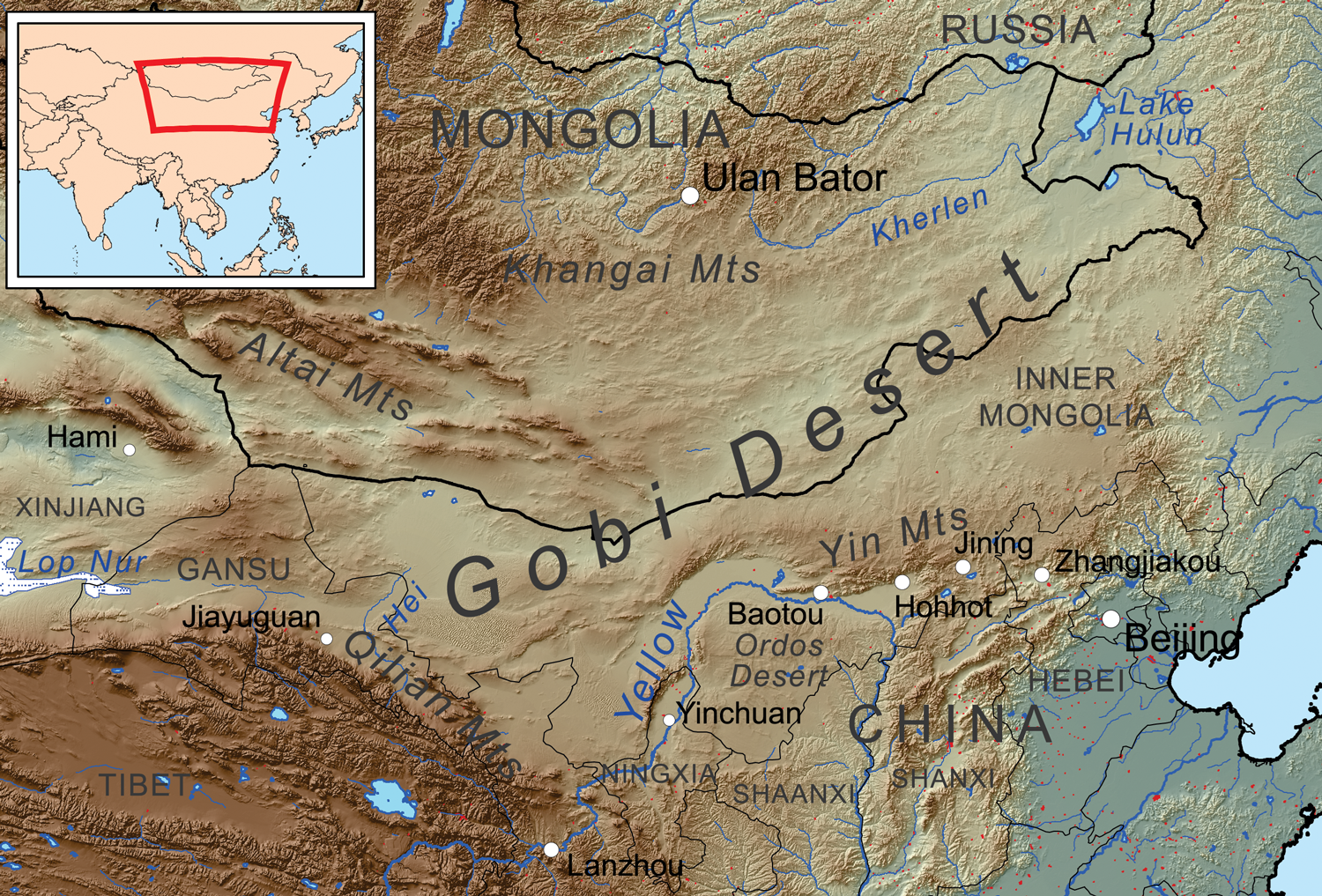
خريطة طبوغرافية لمنطقة الحدود الشمالية للصين ، مع حدود سياسية حديثة. منشوريا ، لا تحمل علامات ، هي شرق منغوليا الداخلية.

نشأ الصراع بين الصينيين والبدو، والذي نشأت عنه الحاجة إلى سور الصين العظيم، من الاختلافات في الجغرافيا. ويمثل الـ 15 "isohyet" مدى الزراعة المستقرة، وتقسم الحقول الخصبة للصين إلى الجنوب، والمراعي شبه القاحلة في آسيا الداخلية إلى الشمال.  أدت المناخات والطبوغرافيا في المنطقتين إلى أنماط متميزة من التنمية المجتمعية. 
ووفقاً للنموذج الذي رسمه عالم الجيولوجيا كارل أوغست فيتفوغل، فإن تربة مقاطعة شنشي غير اللائقة جعلت من الممكن للصينيين تطوير الزراعة المروية في وقت مبكر. على الرغم من أن هذا سمح لهم بالتوسع في المناطق الدنيا لوادي النهر الأصفر،  فإن مثل هذه الأعمال المائية الضخمة على نطاق متزايد باستمرار تتطلب عملاً جماعياً، وهو أمر لا يمكن إدارته إلا بواسطة شكل من أشكال البيروقراطية.  وهكذا ظهر الباحثون-البيروقراطيون في الصدارة لتتبع دخل ومصروفات مخازن الحبوب. نمت المدن المسورة حول مخازن الحبوب لأسباب تتعلق بالدفاع مع سهولة الإدارة ؛ أبقوا الغزاة وكفلوا بقاء المواطنين داخلها.  هذه المدن مجتمعة لتصبح الدول الإقطاعية، التي توحدت في نهاية المطاف لتصبح إمبراطورية. وبالمثل، ووفقاً لهذا النموذج، لم تغلف الجدران المدن فقط مع مرور الوقت، بل واصطفت حدود الدول الإقطاعية وفي نهاية المطاف الإمبراطورية الصينية بأكملها لتوفير الحماية ضد الغارات من سهول الشمال الزراعية. 
كانت مجتمعات السهوب في آسيا الداخلية، التي تفضل مناخها اقتصادًا رعويًا، في تناقض صارخ مع النمط الصيني للتنمية. وبما أن قطعان الحيوانات مهددة بطبيعتها، فلم يكن بوسع المجتمعات أن تكون ثابتة، وبالتالي تطورت على أنها بدو. وفقا لالمنغولي المؤثر أوين لاتيمور، أثبتت طريقة الحياة هذه أنها لا تتوافق مع النموذج الاقتصادي الصيني.  ومع نمو عدد السهوب، لم تستطع الزراعة الرعوية وحدها دعم السكان، وكان من الضروري الحفاظ على التحالفات القبلية بمكافآت مادية. لهذه الاحتياجات، كان على البدو أن يتحولوا إلى المجتمعات المستقرة للحصول على الحبوب والأدوات المعدنية والسلع الكمالية، التي لا يستطيعون إنتاجها بأنفسهم. إذا حرمت الشعوب المستقرة من التجارة، فإن البدو يلجأون إلى الإغارة أو حتى الغزو. 
تسبب التوغل البدوي المحتمل من ثلاثة مناطق رئيسية في آسيا الداخلية في قلق لشمال الصين: منغوليا في الشمال، ومنشوريا إلى الشمال الشرقي، وشينجيانغ إلى الشمال الغربي.  من بين الثلاثة، كان مصدر القلق الرئيسي للصين منذ أقدم العصور هو منغوليا - موطن العديد من أعداء البلاد الأكثر شراسة بما في ذلك الخيتان والمغول. وقسمت صحراء غوبي ، التي تمثل ثلثي مساحة منغوليا، مناطق الرعي الرئيسية في الشمال والجنوب ودفعت البدو الرعويين إلى أطراف السهوب. على الجانب الجنوبي (منغوليا الداخلية) ، جلب هذا الضغط البدو للاتصال مع الصين. 
بالنسبة للجزء الأكبر، تمنع الممرات والوديان المتقطعة (التي تعتبر الممر الرئيسي عبر تشانغجياكو وممر جويونغ) ، شمال الصين محميًا من السهوب المنغولية على جبال يين.  ومع ذلك، إذا تم اختراق هذا الدفاع، فإن الأراضي الصينية المسطحة لم تقدم أي حماية للمدن في السهل، بما في ذلك العواصم الإمبراطورية لبكين ، كايفنغ ولويانغ.  يتجه النطاق غربًا على طول جبال يين، وينتهي النطاق حيث يدور النهر الأصفر باتجاه الشمال باتجاه المنبع في المنطقة المعروفة باسم حلقة أوردوس - وهي جزء من السهوب تقنيًا، ولكنها قادرة على الزراعة المروية. على الرغم من أن النهر الأصفر شكل حدود طبيعية نظرية مع الشمال، إلا أنه كان من الصعب الحفاظ على مثل هذه الحدود حتى الآن في السهوب. لم تقدم الأراضي الواقعة جنوب النهر الأصفر - هيتاو، وأوردوس ديزرت، وهضبة اللوس - أي عوائق طبيعية على نهج وادي نهر وي ، وهو المهد المسمى للحضارة الصينية حيث تقع العاصمة القديمة شيان. على هذا النحو، ظلت السيطرة على أوردوس مهمة للغاية بالنسبة لحكام الصين: ليس فقط للتأثير المحتمل على السهوب، ولكن أيضا من أجل أمن الصين السليم. أدت الأهمية الإستراتيجية للمنطقة مقترنة بعدم قابليتها للعديد من الأسر إلى وضع أسوارها الأولى هنا. 
شينجيانغ ، التي تعتبر جزءا من منطقة تركستان ، تتكون من دمج الصحارى والواحات والسهوب الجافة بالكاد تصلح للزراعة.  فعندما تضاءل تأثير قوى السهوب في منغوليا، تمكنت مختلف ممالك الواحات في آسيا الوسطى والعشائر البدوية مثل غوكتورك والأويغور من تشكيل ولاياتها وكونفدرالياتها التي هددت الصين في بعض الأحيان. ترتبط الصين بشكل صحيح بهذه المنطقة بواسطة ممرهيكسي، وهي سلسلة ضيقة من الواحات تحدها صحراء غوبي إلى الشمال وهضبة التبت العالية إلى الجنوب. 300 كيلومتر (190 ميل) بالإضافة إلى اعتبارات الدفاع الحدودية، شكل هيكسي أيضًا جزءًا مهمًا من طريق الحرير. وهكذا كان من مصلحة الصين الاقتصادية السيطرة على هذا الامتداد من الأرض، ومن ثم فإن الجدار الغربي في السور العظيم في هذا الممر - ممر يومين في أوقات هان وممر جيايو خلال عهد أسرة مينغ وما بعدها. 